# Antoni Bauzà
Antoni Bauzà Cervera (Palma, s. XIX - XX) va ser un picapedrer, sindicalista i dirigent obrer.
Nascut a Son Serra (Palma) i militant obrer amb una sòlida formació ideològica. Ingressà a les Joventuts Socialistes de Palma en els anys de la Primera Guerra Mundial. Secretari de la societat obrera d'oficis diversos L'Emancipació (1918-1919). Partidari de l'ingrés a la III Internacional i membre del corrent caballerista, el desembre de 1920 demanà l'ingrés dels socialistes a la III Internacional. Va ser secretari general del Sindicat Únic de Picapedrers de Mallorca (1920), de majoria comunista i integrat a la CNT.

## L'escissióterceristai la fundació delPCa Mallorca
Fundà, el 1921, l'Agrupació Comunista del Partit Comunista Obrer Espanyol. Va ser empresonat per un article periodístic contra la Guerra del Marroc. Ingressà a la secció de construcció de la UGT de Palma, a la qual representà en el XVI Congrés de la UGT (1928). El 1929 va ser dirigent d'El Treball, societat de picapedrers comunistes, després d'abandonar la UGT en el V Congrés de la UGT de Balears. Des del maig de 1931, fou director de la revista Nuestra Palabra i col·laborador d'El Comunista Balear i d'El Obrero Balear. El mes de gener de 1932 tornà a ser empresonat per articles publicats a la premsa obrera sobre la vaga d'obrers del port de Palma i restà un any i mig a la presó.

## La creació delBOCi elPOUMa Mallorca
A partir de 1934 començà a propugnar la unitat sindical. S'enfrontà obertament a l'estalinisme, representat per Heribert Quiñones, i no acceptà la creació de la CGTU ni els atacs constants a socialistes i anarquistes. Expulsat del Partit Comunista el setembre de 1934 per la seva actitud crítica envers la direcció, a la qual va acusar de sectària. Fundà el Bloc Obrer i Camperol de Palma, el qual, el 1935, feu part del Partit Obrer d'Unificació Marxista. El 26 de maig de 1935 Julià Gómez Gorkín i Joaquím Maurín parlaren amb Antoni Bauzà i Francesc de Gràcia a la Casa del Poble de Palma i a Alaró. El 7 de juny de 1936 se celebrà un míting del POUM a la Casa del Poble amb la participació de Julià Gómez Gorkín, Joaquím Maurín, Francesc de Gràcia i Antoni Bauzà, després de realitzar actes als Hostalets, Santa Catalina i La Soledat.